# 岭洋乡
岭洋乡，是中国浙江省衢州市衢江区所辖的一个乡。 

## 下辖行政区
下辖：
岭头村、柳家村、上珠坂村、白岩村、溪东村、抱珠龙村、鱼山村、赖家村、洋口村、大日坂村和岗头村。